# Simon Gomperts

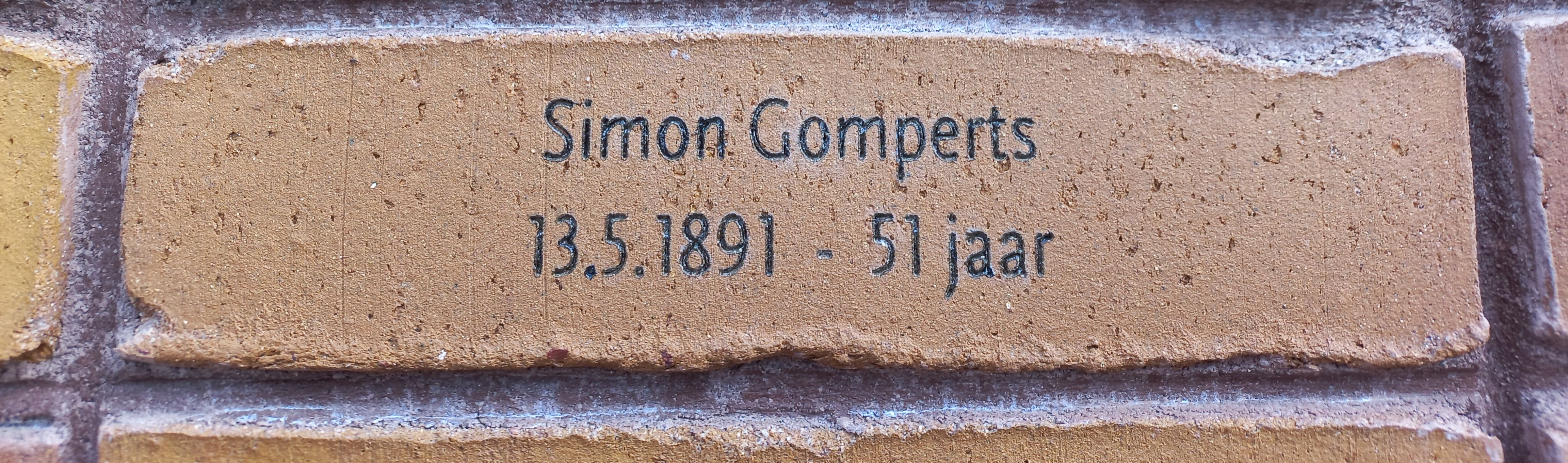
rechts/Naamsteen Simon Gomperts (april 2023)

Simon Gomperts (Amsterdam, 13 mei 1891 – Auschwitz-Birkenau, 21 september 1942) was een Nederlands contrabassist.
Hij was zoon van het Haagse echtpaar Hester van Leeuwen en muzikant Aäron Gomperts, wonende aan de Lepelstraat 19. Simon Gomperts woonde ook enige tijd in Den Haag, maar trok in 1917 naar Amsterdam. Hij trouwde er op 28 augustus 1918 met Thérèse Biederman (1888-1942). De laatste jaren woonde het echtpaar aan de Maasstraat 114.
Hij bleek al op jeugdige leeftijd muzikaal. Dat leidde tot een studie op de contrabas en van 1927 tot 1941 was hij contrabassist van het Concertgebouworkest. In 1941 werden door de Duitse bezetter stringentere maatregelen doorgevoerd voor Joden. Voor Gomperts betekende het het eind van zijn muzikale loopbaan. Zijn laatste concert vond plaats op 8 juni 1942 toen onder Eduard van Beinum zowel Symfonie nr. 7 als Symfonie nr. 8 van Ludwig van Beethoven werd uitgevoerd. Of Gomperts na 8 juni 1941 ging spelen Joodsch Symphonie Orkest (alleen Joodse musici en alleen voor Joodse toehoorders) is niet bekend.
Gomperts werd op 15 september 1942 ingeschreven in Kamp Westerbork en op 18 september op transport gezet naar Auschwitz-Birkenau, alwaar hij vrijwel direct of na enkele dagen werd omgebracht. Officieel werd zijn overlijden op 21 september 1942 gesteld, de administratie van Auschwitz geeft 9 oktober 1942 aan.
Zijn naam wordt sinds 16 oktober 2020 vermeld op het Gedenkteken Joodse Musici en het Holocaust Namenmonument. Ook de ouders van Simon Gomperts werden in (de omgeving van) Auschwitz omgebracht.